# British Lion (hudební skupina)
British Lion je anglická rocková skupina založená v roce 2012 Stevem Harrisem, baskytaristou skupiny Iron Maiden, jako jeho vedlejší hudební projekt. Dalšími členy jsou zpěvák Richard Taylor, kytaristé David Hawkins a Grahame Leslie a bubeník Simon Dawson.

## Historie
Steve Harris se svou domovskou skupinou Iron Maiden obvykle hraje ve velkých arénách, stadionech a na festivalech. Aby mohl hrát i v menších sálech, divadlech a festivalech, založil tento vedlejší projekt. Skupina Harrise odnaučuje psát dlouhé písně a proto skládá několik přímočarých a tvrdých rockových písní. Také dodal, že v této skupině může víc experimentovat se svou basovou technikou.
Název British Lion Harris původně použil pro své sólové album z roku 2012. Následujícího roku odehrál sólové turné za doprovodu hudebníků, kteří s ním album nahráli. V roce 2020 vyšlo album The Burning, tentokrát již uváděné coby album kapely British Lion, nikoliv jako Harrisova sólová deska. Následovalo další turné.
V prosinci 2024 bubeník Simon Dawson se stal hostujícím členem skupiny Iron Maiden.

## Členové
- Steve Harris – basová kytara, klávesy (2012-dosud)
- Richard Taylor – zpěv (2012-dosud)
- Grahame Leslie – kytary (2012-dosud)
- David Hawkins – kytary, klávesy (2012-dosud)
- Simon Dawson – bicí (2012-dosud)

#### Host na turné:
- Michael Kenney – klávesy (2014-dosud)

## Diskografie
- British Lion (2012)
- The Burning (2020)